# Витачищко училище
Витачищкото училище (на гръцки: Δημοτικό σχολείο Κρηνίδας) е основно училище и местна забележителност, разположено в село Витачища (Кринида), Гърция.
В 1994 година училището е обявено за защитен исторически паметник, тъй като е важна „обществена сграда със специална функция... свидетелство за просветната дейност на поробения елинизъм по време на Македонската борба“.